# 1964年の西鉄ライオンズ
1964年の西鉄ライオンズでは、1964年の西鉄ライオンズの動向をまとめる。
この年の西鉄ライオンズは、中西太選手兼任監督の3年目のシーズンである。

## 概要
1963年の日本シリーズでは巨人に敗退したが、中西監督3年目のチームは2年連続の優勝&日本一奪回が期待された。この年は前年と違って南海が出遅れると、西鉄が開幕ダッシュに成功し5月時点では首位に立っていた。しかし、大黒柱の稲尾和久が右肩痛に襲われ、また主力選手の不振も目立つなどチームは6月を境に成績が下降。最終的に阪急・南海・東映・東京（この年大毎から改称）といった四強の草刈り場となり、辛うじて最下位は免れたものの1959年以来、5年ぶりのBクラスの5位でシーズンを終えた。投手陣は稲尾の離脱があったものの、田中勉や井上善夫、清俊彦などが稲尾をカバーした。打撃陣は前年入団のトニー・ロイ、ジム・バーマ、ジョージ・ウィルソンの「西鉄三銃士」がそれなりの成績を残した。シーズン終了後、体調不良を理由に若林忠志ヘッドコーチが退団するが「中西監督が若林ヘッドに成績不振の責任をかぶせた」として地元以外のマスコミが反発するハプニングもあった。この年の監督だった中西は後年、「若林さんは（1964年の途中から）すでに体調不良だった。私はもう一度若手を育ててくださいといったが若林さんは体調もすぐれないし、もう無理だと言ってきた」と後年回想している。

## チーム成績

### レギュラーシーズン
| 1 | 左 | 玉造陽二   |
| 2 | 二 | バーマ     |
| 3 | 中 | 高倉照幸   |
| 4 | 遊 | ロイ       |
| 5 | 一 | ウイルソン |
| 6 | 右 | 田中久寿男 |
| 7 | 捕 | 和田博実   |
| 8 | 三 | 城戸則文   |
| 9 | 投 | 田中勉     |

| 順位 | 3月終了時 | 3月終了時 | 4月終了時 | 4月終了時 | 5月終了時 | 5月終了時 | 6月終了時 | 6月終了時 | 7月終了時 | 7月終了時 | 8月終了時 | 8月終了時 | 最終成績 | 最終成績 |
| ---- | --------- | --------- | --------- | --------- | --------- | --------- | --------- | --------- | --------- | --------- | --------- | --------- | -------- | -------- |
| 1位  | 西鉄      | --        | 阪急      | --        | 西鉄      | --        | 阪急      | --        | 南海      | --        | 南海      | --        | 南海     | --       |
| 2位  | 南海      | 1.5       | 西鉄      | 1.0       | 阪急      | 0.0       | 南海      | 2.0       | 阪急      | 0.5       | 阪急      | 6.0       | 阪急     | 3.5      |
| 3位  | 阪急      | 2.5       | 南海      | 2.5       | 南海      | 2.0       | 東京      | 3.5       | 東京      | 8.5       | 東京      | 9.5       | 東映     | 5.5      |
| 4位  | 東京      | 2.5       | 東京      | 2.5       | 東京      | 3.0       | 西鉄      | 7.5       | 西鉄      | 10.5      | 東映      | 11.5      | 東京     | 6.0      |
| 5位  | 東映      | 4.0       | 東映      | 3.0       | 東映      | 6.0       | 東映      | 10.0      | 東映      | 11.5      | 西鉄      | 17.5      | 西鉄     | 19.5     |
| 6位  | 近鉄      | 4.5       | 近鉄      | 9.0       | 近鉄      | 10.0      | 近鉄      | 19.0      | 近鉄      | 23.0      | 近鉄      | 30.5      | 近鉄     | 28.5     |

| 順位 | 球団             | 勝 | 敗 | 分 | 勝率 | 差   |
| 1位  | 南海ホークス     | 84 | 63 | 3  | .571 | 優勝 |
| 2位  | 阪急ブレーブス   | 79 | 65 | 6  | .549 | 3.5  |
| 3位  | 東映フライヤーズ | 78 | 68 | 4  | .534 | 5.5  |
| 4位  | 東京オリオンズ   | 77 | 68 | 5  | .531 | 6.0  |
| 5位  | 西鉄ライオンズ   | 63 | 81 | 6  | .438 | 19.5 |
| 6位  | 近鉄バファローズ | 55 | 91 | 4  | .377 | 28.5 |

## オールスターゲーム1964
| 監督   | ファン投票 | 監督推薦                                            |
| ------ | ---------- | --------------------------------------------------- |
| 中西太 | 広瀬叔功   | 井上善夫 和田博実 城戸則文 玉造陽二 田中勉 高倉照幸 |

- 取り消し線は出場辞退した選手

## 表彰選手
| リーグ・リーダー |
| ---------------- |
| 受賞者なし       |

| ベストナイン | ベストナイン | ベストナイン |
| 選手名       | ポジション   | 回数         |
| ------------ | ------------ | ------------ |
| 高倉照幸     | 外野手       | 5年ぶり2度目 |